# Marco Christ
Marco Christ (Neurenberg, 6 november 1980) is een Duits profvoetballer die sinds 2011 uitkomt voor 3. Ligaclub SV Wehen Wiesbaden.

## Erelijst
1. FC Nürnberg
- 2. Bundesliga

2001